# Gonzalo Rubalcaba
Pour les articles homonymes, voir Rubalcaba.
Gonzalo Rubalcaba est un pianiste et compositeur de jazz cubain né le 27 mai 1963 à La Havane. Il est nommé aux Latin Grammy Awards pour Supernova, meilleur album de latin jazz en 2002 . Auteur d'œuvres telles que : "João" et "Mima".
Il commence ses études de piano au Conservatoire Manuel Saumell avec Teresita Valiente et Silvia Echevarria ; Pedro Hernández, solfège ; Il les poursuit au Conservatoire Amadeo Roldán, et les complète à l'Institut Supérieur d'Art, avec Harold Gramatges, contrepoint ; José Ángel Pérez Puentes  instrumentation ; Alfredo Diez Nieto, harmonie.

## Récompenses
- 2023 : « Album de l’année » pour Pédron Rubalcaba aux Victoires du jazz[2]

## Discographie
- Mi Gran Pasion (1987)
- Live in Havana (1989)
- Giraldilla (1990)
- Discovery: Live at Montreux (1990)
- The Blessing (1991)
- Images: Live at Mt. Fuji (1991)
- Suite 4 y 20 (1992)
- Rapsodia (1992)
- Imagine (1993)
- Diz (1993)
- Concatenacion (1995)
- Flying Colors (1997) ave Joe Lovano
- Antiguo (1998)
- Inner Voyage (1999)
- Supernova (2001)
- Inicio (2001)
- Nocturne (2001) avec Charlie Haden
- Paseo (2004) avec New Cuban Quartet (nommé aux Latin Grammy Awards 2005)
- Land Of The Sun (2004) avec Charlie Haden
- Solo (2006) (nommé aux Latin Grammy Awards 2006)
- Avatar (2008)
- Fé (2010)
- Tokyo Adagio (enregistré en 2005) avec Chalie Haden. (2015)
- Pédron Rubalcaba (2023) avec Pierrick Pédron

## En tant qu'invité
- Habana Vive (Tony Martinez)
- Mafarefun (Tony Martinez)
- Rendezvous in New York (Chick Corea)
- Think Tank (Pat Martino)
- Codes (Ignacio Berroa)
- Razones et Carta de amor (Juan Luis Guerra)
- Love Day : Los Angeles Session (Richard Galliano)